# エパンテリアス
エパンテリアス Epanterias はアロサウルス科に属する大型肉食恐竜。研究者の中にはこれをアロサウルス属の一種とする見方もある。ジュラ紀後期の北西アメリカに生息していた。
現在でも一部の化石しか発掘されていないため、その詳細は不確かなままである。

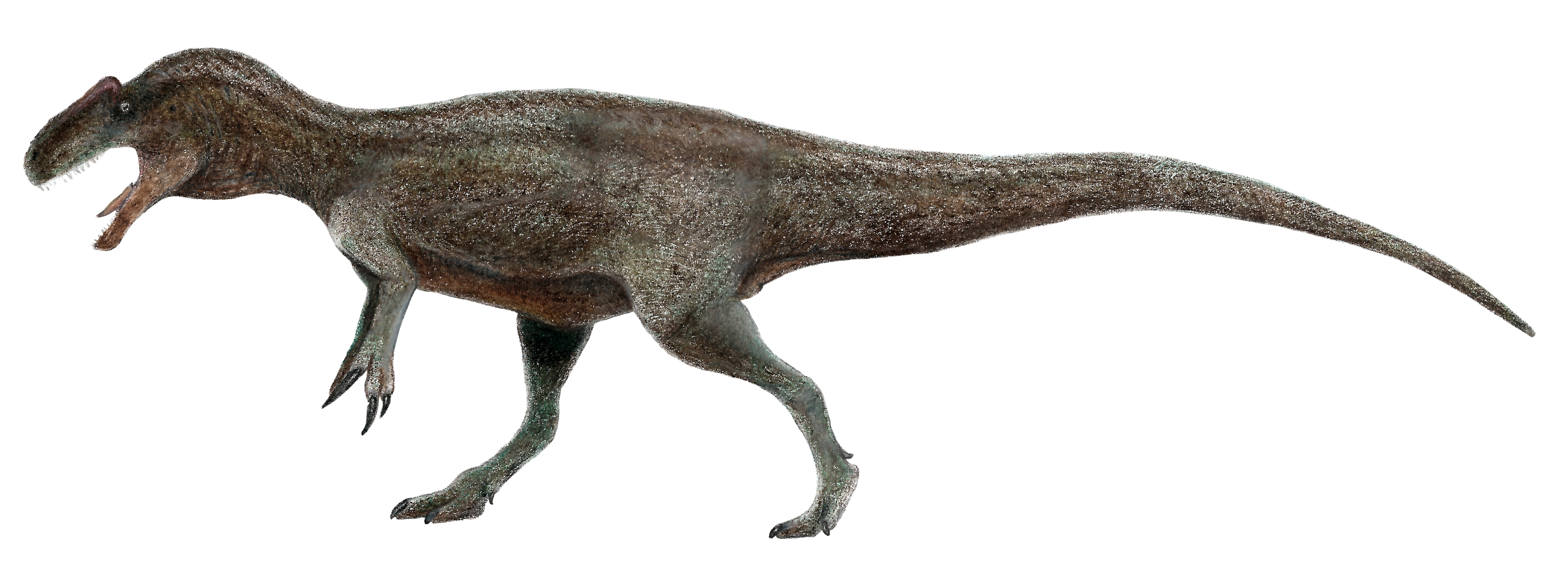
生体復原図

タイプ標本（最大のもの）とヒト、3体のアロサウルスとのサイズ比較

エパンテリアスはコロラド州ガーデンパークのモリソン層上部（後期ジュラ紀、キンメリッジアン期かチトニアン期）から発見されている。1878年にエドワード・ドリンカー・コープによって記載された。模式種はエパンテリアス・アンプレクスス Epanterias amplexus。属名は｢支え｣、種小名は｢抱く｣を意味し、この組み合わせで｢抱き支える者｣の意味である。コープは動物に対してとしてと言うより発見された骨標本に言及して学名をつける傾向があり本種の場合、それらの骨が巨体を支えていたことを想定して与えられた学名となっている。本属はアメリカ自然史博物館蔵のホロタイプ、AMNH 5767 に基づく。これは3つの脊椎、1つの烏口骨、1つの中足骨で成る。またコープは当初これを竜脚類と考えていたが、後に獣脚類と改められた。グレゴリー・ポールは1988年に、本種はアロサウルスの大型種であると指摘しアロサウルス・アンプレクスス Allosaurus amplexusと分類しなおした。別の研究者は 種としての独自性さえ疑い、エパンテリアスはアロサウルス・フラギリス Allosaurus fragilisの大型個体に過ぎないと考えた。 2010年にポールとケネス・カーペンターは E. amplexus の標本はアロサウルス・フラギリスよりも新しい地層（モリソン層上部）に由来する事から、恐らく別のタクソンであると指摘した。彼らは同時に、ホロタイプのもつ情報は同定の為には貧困すぎるとし、エパンテリアスを疑問名として再記載した。